# Or d'immersió de níquel sense electrodes
L'or d'immersió de níquel sense electrodes (ENIG o ENi/IAu), també conegut com a or d'immersió (Au), químic Ni/Au o or tou, és un procés de revestiment de metall utilitzat en la fabricació de plaques de circuits impresos (PCB), per evitar l'oxidació i millora la soldabilitat dels contactes de coure i els forats passants xapats. Consisteix en un revestiment de níquel sense elctrodes, cobert amb una fina capa d'or, que protegeix el níquel de l'oxidació. L'or s'aplica normalment per immersió ràpida en una solució que conté sals d'or. Part del níquel s'oxida mentre que l'or es redueix a estat metàl·lic. Una variant d'aquest procés afegeix una fina capa de pal·ladi sense electrodes sobre el níquel, un procés conegut amb l'acrònim ENEPIG.
ENIG es pot aplicar abans o després de la màscara de soldadura, també coneguda com a químic global o selectiu Ni/Au, respectivament. Aquest darrer tipus és més comú i significativament més barat, ja que es necessita menys or per cobrir només les pastilles de soldadura.

## Avantatges i inconvenients
ENIG i ENEPIG estan pensats per substituir els recobriments més convencionals de soldadura, com ara l'anivellament de soldadura per aire calent (HASL/HAL). Tot i que són més cars i requereixen més passos de processament, tenen diversos avantatges, com ara una excel·lent planaritat de la superfície (important per al muntatge de components de matriu de graella de boles), bona resistència a l'oxidació i adequació per a contactes mòbils com ara interruptors de membrana i connectors endollables.
Els primers processos ENIG tenien una mala adherència al coure i una soldabilitat més baixa que HASL. A més, una capa no conductora que conté níquel i fòsfor, coneguda com a "coixinet negre", es podria formar sobre el recobriment a causa dels compostos que contenen sofre de la màscara de soldadura que lixivien al bany de revestiment.

## Normes
La qualitat i altres aspectes dels recobriments ENIG per a PCB estan coberts per l'estàndard IPC 4552A, mentre que l'estàndard IPC 7095D, sobre connectors de matriu de boles, cobreix alguns problemes ENIG i la seva correcció.